# فان فان لونغ
فـان فان لونغ (بالفيتنامية: Phan Văn Long)‏ هو لاعب كرة قدم فيتنامي في مركزي الهجوم، ولد في 1 يونيو 1996 في محافظة كوانغ نام في فيتنام. شارك مع منتخب فيتنام تحت 20 سنة لكرة القدم ومنتخب فيتنام تحت 23 سنة لكرة القدم. أما مع النوادي، فقد لعب مع نادي إس إتش بي دا نانغ.

## وصلات خارجية
- فـان فان لونغ على موقع قاعدة بيانات كرة القدم.إي يو (الإنجليزية)
- فـان فان لونغ على موقع Soccerway.com (الإنجليزية)